# Los Molinos (Santa Fé)
Los Molinos é uma comuna na Província de Santa Fé, do departamento Caseros, a 227 km de Rosário e a 299 km de Santa Fé, sendo a Ruta provincial RP 93 sua principal via de comunicação.
Sua maior fonte de renda é a agricultura.

## Pontos Turísticos
- Campo San Tristán
- Colonia Gral. Roca
- La Cautiva
- San Pedro

## Santa Padroeira
- Nossa Senhora do Rosário, festividades: 7 de outubro.

## Criação da Comuna
- 7 de agosto de 1926.

## Escoelas de Educação Comum e Adultos
- Esc. Província de Corrientes, 265 alunos
- Esc. Patricias Mendocinas, 5 alunos
- Esc. Pbro. Francisco Komic

## Entidades Esportivas
- Club Moto Los Molinos
- Club Unión Deportiva

## Personalidades
- Omár Antonio CIMINARI, escritor, n. 1943 até 1957 em Los Molinos.[2]